# Černouček
Černouček település Csehországban, a Litoměřicei járásban. Černouček Ledčice, Kostomlaty pod Řípem, Mnetěš, Ctiněves, Horní Beřkovice és Jeviněves településekkel határos. Lakosainak száma 320 fő (2024. január 1.).

## Népesség
A település lakosságának változását az alábbi diagram mutathatná:
| Lakosok száma | 388  | 438  | 457  | 346  | 257  | 278  | 287  | 294  | 315  | 320  |
|               | 1869 | 1900 | 1921 | 1961 | 1980 | 2011 | 2016 | 2019 | 2021 | 2024 |